# Пефкохори
Пефкохори (грч. Πευκοχώρι) је насеље (летовалиште) у Грчкој на полуострву Касандра (познатија као први прст) на Халкидикију, општина Касандра, округ Халкидики, око 100 km од Солуна.
Пефкохори има основну школу, цркву посвећену Светом Николи (централна црква у месту), Галисов камп (спортско насеље са бројним теренима 2 km удаљено од места. Оснивач је бивши капитен кошаркашке репрезентације Грчке — Никос Галис). Нешто даље је занимљива марина правилног облика — Гларос. Плажа је дуга километрима и песковита је. При лепом времену са обале се види Света Гора — Атос.
| 1981. | 1991. | 2001. | 2021. |
| ----- | ----- | ----- | ----- |
| 640   | 1.149 | 1.650 | 2.194 |

## Галерија
- Поглед према мору
- Поглед према центру
- Излазак сунца
- Панорама улица и обала